# My Tennessee Mountain Home
My Tennessee Mountain Home es el undécimo álbum de estudio de la cantante y actriz Dolly Parton, publicado en marzo de 1973 por la compañía discográfica RCA Records. Para esta producción Parton compuso canciones que reflejan sus vivencias y eventos de su niñez y adolescencia.

## Lista de canciones
1. "The Letter" - 2:05
2. "I Remember" - 3:45
3. "Old Black Kettle" - 2:33
4. "Daddy's Working Boots" - 2:53
5. "Dr. Robert F. Thomas" - 2:40
6. "In The Good Old Days (When Times Were Bad)" - 3:30
7. "My Tennessee Mountain Home" - 3:10
8. "The Wrong Direction Home" - 2:32
9. "Back Home" - 2:45
10. "Better Part Of Life" - 3:14
11. "Down On Music Row" - 3:00